# Терновский городской совет
Терновский городской совет (укр. Тернівська міська рада) — административно-территориальная единица и соответствующий орган местной власти в составе Днепропетровской области Украины.
Административный центр городского совета находится в 
г. Терновка
.

## Населённые пункты совета
- г. Терновка
- с. Зелёная Долина